# Linha do tempo da psicologia
Este artigo é uma linha do tempo geral da psicologia.

## História Antiga – AEC
- c. 1550 AEC – O Papiro Ebers mencionava depressão e distúrbios do pensamento.[1]
- c. 600 AEC – Muitas cidades na Grécia tinham templos para Asklepios que forneciam curas para doenças psicossomáticas.[2]
- 540–475 Heráclito[3]
- c. 500 Alcmaeon[3] - sugeriu a teoria dos humores como reguladores do comportamento humano (semelhante aos elementos de Empédocles)
- 500–428 Anaxágoras[3]
- 490–430 Empédocles[3] propôs um primeiro sistema natural e não religioso de fatores que criam coisas ao redor, incluindo personagens humanos. Em seu modelo, ele usou quatro elementos (água, fogo, terra, ar) e quatro estações para derivar a diversidade de sistemas naturais.
- 490–421 Protágoras[3]
- 470–399 Sócrates[3] – Sócrates foi chamado de pai da filosofia ocidental, mesmo que apenas por sua influência em Platão e Aristóteles. Sócrates deu uma grande contribuição à pedagogia por meio de seu método dialético e à epistemologia por meio de sua definição de conhecimento verdadeiro como crença verdadeira sustentada por alguma justificação racional.
- 470–370 Demócrito[3] – Demócrito distinguiu entre conhecimento insuficiente adquirido através dos sentidos e conhecimento legítimo adquirido através do intelecto – uma posição inicial na epistemologia.
- 460 AC – 370 AEC – Hipócrates introduziu princípios da medicina científica baseados na observação e lógica naturalistas, e negou a influência de espíritos e demônios nas doenças. Introduziu o conceito de "temperamentum" ("mistura", ou seja, 4 tipos de temperamento baseados em uma proporção entre os sistemas químicos do corpo.[4][5] Hipócrates foi um dos primeiros médicos a argumentar que o cérebro, e não o coração, é o órgão dos processos psíquicos.
- 387 BCE – Platão sugeriu que o cérebro é a sede dos processos mentais. A visão de Platão da "alma" (eu) é que o corpo existe para servir a alma: "Deus criou a alma antes do corpo e deu-lhe precedência tanto no tempo quanto no valor, e fez dela o parceiro dominante e controlador". de Timeu[6]
- c. 350 AEC – Aristóteles escreveu sobre a psuchê (alma) em De Anima, mencionando pela primeira vez o conceito tabula rasa da mente.
- c. 340 AEC – Praxágoras
- 371–288 Teofrasto[3]
- 341–270 Epicuro[3]
- c. 320 Herófilo[3]
- c. 300-30 Zenão de Cítio ensinou a filosofia do estoicismo, envolvendo lógica e ética. Na lógica, ele distinguia entre o conhecimento imperfeito oferecido pelos sentidos e o conhecimento superior oferecido pela razão. Na ética, ele ensinou que a virtude está na razão e o vício na rejeição da razão. O estoicismo inspirou Aaron Beck a introduzir a terapia cognitivo-comportamental na década de 1970.[7]
- 304–250 Erasístrato[3]
- 123–43 AEC – Themison de Laodicéia foi aluno de Asclepíades da Bitínia e fundou uma escola de pensamento médico conhecida como "metodismo". Ele foi criticado por Soranus por seu tratamento cruel de pacientes mentais. Entre suas prescrições estavam escuridão, contenção por correntes e privação de comida e bebida. Juvenal o satirizou e sugeriu que ele matasse mais pacientes do que curasse.[4]
- c. 100 AEC – Os Manuscritos do Mar Morto notaram a divisão da natureza humana em dois temperamentos.[8]

## Primeiro século
- c. 50 – Aulo Cornélio Celso morreu, deixando De Medicina, uma enciclopédia médica; O livro 3 cobre doenças mentais. O termo insania, insanidade, foi usado pela primeira vez por ele. Os métodos de tratamento incluíam sangramento, assustar o paciente, eméticos, enemas, escuridão total e decocções de papoula ou meimendro, e prazerosos, como musicoterapia, viagens, esportes, leitura em voz alta e massagem. Ele estava ciente da importância da relação médico-paciente.[9]
- c. 100 – Rufo de Éfeso acreditava que o sistema nervoso era instrumental no movimento voluntário e na sensação. Ele descobriu o quiasma óptico por estudos anatômicos do cérebro. Ele enfatizou ter um histórico de distúrbios físicos e mentais. Ele deu um relato detalhado da melancolia e foi citado por Galeno.[4]
- 93–138 – Sorano de Éfeso aconselhou um tratamento gentil em condições saudáveis e confortáveis, incluindo quartos iluminados e quentes.[4]

## Segundo século
- c. 130–200 – Galeno "foi educado em todos os sistemas psicológicos da época: platônico, aristotélico, estóico e epicurista"[5] Ele avançou a medicina oferecendo investigações anatômicas e era um médico habilidoso. Galeno desenvolveu ainda mais a teoria dos temperamentos sugerida por Hipócrates, segundo a qual o caráter das pessoas era determinado pelo equilíbrio entre quatro substâncias corporais. Ele também distinguiu os nervos sensoriais dos motores e mostrou que o cérebro controla os músculos.
- c. 150–200 – Aretaeus da Capadócia[5]

## Terceiro século
- 155–220 Tertuliano[3]
- 205-270 Plotino escreveu Enneads um relato sistemático da filosofia neoplatônica, também a natureza da percepção visual e como a memória pode funcionar.[6]

## Século IV
- c. 323–403 – Oribásio compilou escritos médicos baseados nas obras de Aristóteles, Asclepíades e Sorano de Éfeso, e escreveu sobre melancolia em termos galênicos.[4]
- 345–399 – Evagrius Ponticus descreveu uma forma rigorosa de introspecção dentro da tradição monástica cristã primitiva. Através da introspecção, os monges podiam adquirir autoconhecimento e controlar seu fluxo de pensamento que significava influências potencialmente demoníacas. Ponticus desenvolveu essa visão em Praktikos, seu guia para a vida ascética.[10]
- c. 390 – Nemesius escreveu De Natura Hominis (Sobre a Natureza Humana); grandes seções foram incorporadas na De Fide Orthodoxia de São João Damasceno no século VIII. O livro de Nemésius, De Placitis Hippocratis et Platonis (Sobre as Doutrinas de Hipócrates e Platão) contém muitas passagens sobre a anatomia e fisiologia de Galeno, acreditando que diferentes cavidades do cérebro eram responsáveis por diferentes funções.[4][6]
- 397–398 – Santo Agostinho de Hipona publicou Confissões, que antecipou Freud pela quase descoberta do subconsciente.[11] O relato mais completo de Agostinho sobre a alma está em De Quantitate Animae (A Grandeza da Alma). A obra assume um modelo platônico da alma.[6]

## Quinto século
- Século 5 - Célio Aureliano se opôs a métodos severos de lidar com os insanos e defendeu o tratamento humano.[4]
- c. 423–529 – Teodósio, o Cenobiarca, fundou um mosteiro em Katismus, perto de Belém. Ao lado do mosteiro foram construídos três hospitais: um para doentes, um para idosos e outro para loucos.[4]
- c. 451 – Patriarca Nestório de Constantinopla: seus seguidores se dedicaram aos doentes e se tornaram médicos de grande reputação. Eles trouxeram as obras de Hipócrates, Aristóteles e Galeno, e influenciaram a abordagem dos distúrbios físicos e mentais na Pérsia e na Arábia[4]

## Século VII
- 625–690 – Paulo de Egina sugeriu que a histeria deveria ser tratada por ligadura dos membros, e a mania amarrando o paciente a um colchão colocado dentro de uma cesta de vime e suspenso no teto. Ele também recomendou banhos, vinho, dietas especiais e sedativos para os doentes mentais. Descreveu os seguintes transtornos mentais: frenite, delírio, letargo, melancolia, mania, íncubo, licantropia e epilepsia.

## século IX
- c. 800 – O primeiro bimaristão foi construído em Bagdá. No século 13, os bimaristans cresceram em hospitais com enfermarias especializadas, incluindo enfermarias para doentes mentais.[12]
- c. 850 – Ali ibn Sahl Rabban al-Tabari escreveu um trabalho enfatizando a necessidade de psicoterapia.[13]

## Século X
- c. 900 – Ahmed ibn Sahl al-Balkhi exortou os médicos a garantir que avaliassem o estado do corpo e da alma de seus pacientes e destacou a ligação entre a saúde espiritual ou mental e a saúde geral.[14]
- c. 900 – Rasis promoveu a psicoterapia e uma atitude compreensiva para com aqueles que sofrem de sofrimento psíquico.[15]

## Século XI
- 1025 – No Cânone da Medicina, Avicena descreveu uma série de condições, incluindo alucinações, insônia, mania, pesadelo, melancolia, demência, epilepsia, paralisia, acidente vascular cerebral, vertigem e tremor.[16]
- c. 1030 – Al-Biruni empregou um método experimental para examinar o conceito de tempo de reação.[17]

## Século XII
- c. 1180 – 1245 Alexandre de Hales
- c. 1190 – 1249 Guilherme de Auvergne

## Século XIII
- c. 1200 – Maimônides escreveu sobre distúrbios neuropsiquiátricos e descreveu a raiva e a intoxicação por beladona.
- 1215–1277 Peter Juliani ensinou na faculdade de medicina da Universidade de Siena e escreveu sobre temas médicos, filosóficos e psicológicos. Foi médico pessoal do Papa Gregório X e mais tarde tornou-se arcebispo e cardeal. Ele foi eleito papa com o nome de João XXI em 1276.[6][18]
- c. 1214 – 1294 Roger Bacon defendeu métodos empíricos e escreveu sobre óptica, percepção visual e linguística.
- 1221–1274 Boaventura
- 1193–1280 Alberto Magno
- 1225 – Tomás de Aquino
- 1240 – Bartholomeus Anglicus publicou De Proprietatibus Rerum, que incluía uma dissertação sobre o cérebro, reconhecendo que os transtornos mentais podem ter uma causa física ou psicológica.
- 1247 – Bethlehem Royal Hospital em Bishopsgate fora do muro de Londres, um dos mais famosos hospitais psiquiátricos antigos foi fundado como um priorado da Ordem de Santa Maria de Belém para coletar esmolas para os cruzados; depois que o governo inglês o secularizou, passou a admitir doentes mentais em 1377 (c. 1403), ficando conhecido como Bedlam Hospital; em 1547 foi adquirido pela City of London, operando até 1948; agora faz parte do British NHS Foundation Trust.[19]
- 1266–1308 Duns Scotus
- c. 1270 – Witelo escreveu Perspectiva, um trabalho sobre óptica contendo especulações sobre psicologia, quase descobrindo o subconsciente.
- 1295 Lanfranc escreve Science of Cirurgie[6]

## Século quatorze
- 1317–40 – Guilherme de Ockham, um frade franciscano inglês e filósofo escolástico e teólogo, é comumente conhecido pela navalha de Occam, o princípio metodológico de que a explicação mais simples deve ser preferida. Ele também produziu trabalhos significativos sobre lógica, física e teologia, avançando seus pensamentos sobre o conhecimento intuitivo e abstrato.
- 1347–50 – A Peste Negra devastou a Europa.
- c. 1375 – As autoridades inglesas consideravam a doença mental como possessão demoníaca, tratando-a com exorcismo e tortura.[20]

## Século quinze
- c. 1400 – O humanismo renascentista causou um ressurgimento do antigo conhecimento da ciência e da medicina.
- 1433–1499 Marsilio Ficino foi uma figura renomada do Renascimento italiano, um humanista neoplatônico, um tradutor da escrita filosófica grega e o expoente mais influente do platonismo na Itália no século XV.[5]
- c. 1450 – O pêndulo na Europa oscila, trazendo mania de bruxaria, fazendo com que milhares de mulheres sejam executadas por feitiçaria até o final do século XVII.

## Século dezesseis
- 1590 – O filósofo escolástico Rudolph Goclenius cunhou o termo "psicologia"; embora geralmente considerado como a origem do termo, há evidências de que ele foi usado pelo menos seis décadas antes por Marko Marulić.

## Século XVII
- c. 1600–1625 – Francis Bacon foi um filósofo, estadista, cientista, advogado, jurista, autor e pioneiro inglês do método científico. Seus escritos sobre tópicos psicológicos incluíam a natureza do conhecimento e da memória.
- 1650 – Morre René Descartes, deixando o Tratado do Mundo, contendo sua teoria dualista da realidade, mente vs. matéria.
- 1672 – Thomas Willis publicou o tratado anatômico De Anima Brutorum, descrevendo a psicologia em termos de função cerebral.
- 1677 – Morreu Baruch Spinoza, deixando Ética, Demonstrada em Ordem Geométrica, Pt. 2 enfocando a mente e o corpo humano, contestando Descartes e argumentando que eles são um, e Pt. 3 tentando mostrar que conceitos morais como bem e mal, virtude e perfeição têm uma base na psicologia humana.
- 1689 – John Locke publicou An Essay Concerning Human Understanding, que afirma que a mente humana é uma Tabula Rasa no nascimento.

## Século dezoito
- 1701 – Gottfried Wilhelm Leibniz publicou a Lei da Continuidade, que aplicou à psicologia, tornando-se o primeiro a postular uma mente inconsciente; ele também introduziu o conceito de limiar.[21]
- 1710 – George Berkeley publicou o Tratado sobre os Princípios do Conhecimento Humano, que afirma que o mundo exterior é composto exclusivamente de ideias.
- 1732 – Christian Wolff publicou Psychologia Empirica, seguido em 1734 por Psychologia Rationalis, popularizando o termo "psicologia".
- 1739 – David Hume publicou Um Tratado da Natureza Humana, afirmando que todos os conteúdos da mente são construídos exclusivamente a partir de experiências sensoriais.
- 1781 – Immanuel Kant publicou a Crítica da Razão Pura, rejeitando o empirismo extremo de Hume e propondo que há mais no conhecimento do que a experiência dos sentidos, distinguindo entre conhecimento "a posteriori" e "a priori", sendo o primeiro derivado da percepção, portanto, ocorrendo após percepção, e esta sendo uma propriedade do pensamento, independente da experiência e existente antes da experiência.
- 1783 – Ferdinand Ueberwasser designa-se Professor de Psicologia Empírica e Lógica na Velha Universidade de Münster; quatro anos depois, ele publicou o livro abrangente Instruções para o estudo regular de psicologia empírica para candidatos a filosofia na Universidade de Münster, que complementava suas palestras sobre psicologia científica.[22]
- 1798 – Immanuel Kant propôs o primeiro modelo dimensional de diferenças individuais consistentes, mapeando os quatro tipos de temperamento de Hipócrates em dimensões de emocionalidade e excitação energética.[23] Essas duas dimensões mais tarde se tornaram parte essencial de todos os modelos de temperamento e personalidade.

## Século dezenove

### 1800
- c. 1800 – Franz Joseph Gall desenvolveu a cranioscopia, a medida do crânio para determinar características psicológicas, que mais tarde foi renomeada para frenologia; agora está desacreditado.
- 1807 – Georg Wilhelm Friedrich Hegel publicou Fenomenologia do Espírito (Mente), que descreve seu método dialético tese-antítese-síntese, segundo o qual o conhecimento avança para uma maior certeza e, finalmente, para o conhecimento do mundo numênico.
- 1808 - Johann Christian Reil cunhou o termo "psiquiatria".

### década de 1810
- 1812 – Benjamin Rush tornou-se um dos primeiros defensores do tratamento humano para os doentes mentais com a publicação de Medical Inquiries and Observations Upon Diseases of the Mind,[24] o primeiro livro americano sobre psiquiatria.[25]

### década de 1820
- 1829 — O pai de John Stuart Mill, James Mill, publicou Análise dos Fenômenos da Mente Humana (2 vols.).[26]

### década de 1840
- 1840 - Frederick Augustus Rauch (1806-1841) publicou Psicologia, ou uma visão da alma humana, incluindo Antropologia
- 1843 – Forbes Benignus Winslow (1810–1874) publicou The Plea of Insanity in Criminal Cases, ajudando a estabelecer a alegação de insanidade em casos criminais na Grã-Bretanha.
- 1844 – Søren Kierkegaard O Conceito de Ansiedade, a primeira exposição sobre ansiedade.
- 1848 – O trabalhador ferroviário de Vermont, Phineas Gage, teve uma haste de 3 pés atravessada em seu cérebro e mandíbula em um acidente com explosivos, mudando permanentemente sua personalidade, revolucionando a opinião científica sobre as funções cerebrais serem localizáveis.
- 1849 – Søren Kierkegaard publicou The Sickness Unto Death.

### década de 1850
- 1852 – Hermann Lotze publicou Psicologia Médica ou Fisiologia da Alma.
- 1856 – Hermann Lotze começou a publicar seu magnum opus de 3 volumes Mikrokosmos (1856-1864), argumentando que as leis naturais de objetos inanimados se aplicam a mentes e corpos humanos, mas têm a função de nos permitir apontar para os valores estabelecidos pela divindade, assim abrindo espaço para a estética.
- 1859 – Pierre Briquet publicou Traite Clinique et Therapeutique de L'Hysterie.

### década de 1860
- 1860 – Franciscus Donders usou pela primeira vez o tempo de reação humano para inferir diferenças no processamento cognitivo.
- 1860 – Gustav Theodor Fechner publicou Elements of Psychophysics, fundando o tema da psicofísica.
- 1861 – Paul Broca descobriu uma área no hemisfério cerebral esquerdo importante para a produção da fala, hoje conhecida como área de Broca, fundando a neuropsicologia.
- 1869 – Francis Galton publicou Hereditary Genius, defendendo a eugenia. Ele passou a fundar a psicometria, a psicologia diferencial e a hipótese lexical da personalidade.

### década de 1870
- 1872 – Douglas Spalding publicou sua descoberta do imprinting psicológico.
- 1874 - Wilhelm Wundt publicou Grundzüge der physiologischen Psychologie (Princípios de Psicologia Fisiológica), o primeiro livro de psicologia experimental.
- 1878 – G. Stanley Hall recebeu o primeiro PhD em um tópico psicológico de Harvard (em filosofia).
- 1879 – Wilhelm Wundt abriu o primeiro laboratório de psicologia experimental na Universidade de Leipzig, na Alemanha.

### década de 1880
- 1882 – A Sociedade de Pesquisa Psíquica foi fundada na Inglaterra.
- 1883 – G. Stanley Hall abriu o primeiro laboratório americano de pesquisa em psicologia experimental na Universidade Johns Hopkins.
- 1883 – Emil Kraepelin publicou o Compendium der Psychiatrie.
- 1884 – Ivan Pavlov começou a estudar a secreção digestiva dos animais.
- 1884 – Síndrome de Tourette foi descrita pela primeira vez.
- 1885 – Hermann Ebbinghaus publicou Über das Gedächtnis (Sobre a Memória), um trabalho inovador baseado em autoexperimentos, descrevendo primeiro a curva de aprendizado, a curva de esquecimento e o efeito de espaçamento.
- 1886 – John Dewey publicou o primeiro livro-texto americano sobre psicologia, intitulado Psychology.
- 1886 – Vladimir Bekhterev estabeleceu o primeiro laboratório de psicologia experimental na Rússia na Universidade de Kazan.
- 1886 – Sigmund Freud começou a prática privada em Viena.
- 1887 – Georg Elias Müller abriu o 2º laboratório de pesquisa em psicologia experimental alemão em Göttingen.
- 1887 – George Trumbull Ladd (Yale) publicou Elements of Physiological Psychology, o primeiro livro americano a incluir uma quantidade substancial de informações sobre a nova forma experimental da disciplina.
- 1887 – James McKeen Cattell fundou um laboratório de psicologia experimental na Universidade da Pensilvânia, o 3º nos Estados Unidos.
- 1887 – G. Stanley Hall fundou o American Journal of Psychology com uma contribuição de US$ 500 fornecida por Robert Pearsall Smith da American Society for Psychical Research.
- 1888 — William Lowe Bryan fundou o 4º laboratório de psicologia experimental dos Estados Unidos na Universidade de Indiana.
- 1888 — Joseph Jastrow fundou o 5º laboratório de psicologia experimental dos Estados Unidos na Universidade de Wisconsin-Madison.
- 1888 – G. Stanley Hall deixou a Johns Hopkins para a presidência da recém-fundada Clark University em Worcester, Massachusetts.
- 1889 – James Mark Baldwin publicou o primeiro volume de seu Handbook of Psychology, intitulado "Sense and Intellect".
- 1889 – Edmund Sanford, um ex-aluno de G. Stanley Hall fundou o 6º laboratório de psicologia experimental dos Estados Unidos na Clark University.
- 1889 — Edward Cowles fundou o 7º laboratório de psicologia experimental dos Estados Unidos no McLean Asylum em Waverley, Massachusetts.
- 1889 — Harry Kirke Wolfe fundou o 8º laboratório de psicologia experimental dos Estados Unidos na Universidade de Nebraska.

### 1890s
- 1890 – Christian von Ehrenfels publicou Sobre as qualidades da forma, fundando a psicologia da Gestalt.
- 1890 – William James publicou Os Princípios da Psicologia.
- 1890 – James Hayden Tufts fundou o 9º laboratório de psicologia experimental dos Estados Unidos na Universidade de Michigan.
- 1890 – GTW Patrick fundou o 10º laboratório de psicologia experimental dos Estados Unidos na Universidade de Iowa.
- 1890 – James McKeen Cattell deixou a Pensilvânia para a Universidade de Columbia, onde fundou o 11º laboratório de psicologia experimental dos Estados Unidos.
- 1890 – James Mark Baldwin fundou o primeiro laboratório permanente de psicologia experimental no Império Britânico na Universidade de Toronto.
- 1891 — Frank Angell fundou o 12º laboratório de psicologia experimental dos Estados Unidos na Universidade de Cornell.
- 1891 – Edvard Westermarck descreveu o efeito Westermarck, onde as pessoas criadas no início da vida em proximidade doméstica mais tarde tornam-se insensíveis à atração sexual próxima, levantando teorias sobre o tabu do incesto.
- 1892 – G. Stanley Hall et al. fundou a American Psychological Association (APA).
- 1892 – Edward Bradford Titchener assumiu uma cátedra na Universidade de Cornell, substituindo Frank Angell que partiu para a Universidade de Stanford.
- 1892 – Edward Wheeler Escritura fundou o laboratório de psicologia experimental na Universidade de Yale, a 19ª nos Estados Unidos.
- 1892–1893 – Charles A. Strong abriu o laboratório de psicologia experimental na Universidade de Chicago, o 20º nos Estados Unidos, no qual James Rowland Angell conduziu os primeiros experimentos de funcionalismo em 1896.
- 1894 – Margaret Floy Washburn foi a primeira mulher a receber um doutorado em Psicologia depois de estudar com EB Titchener na Universidade de Cornell.
- 1894 – James McKeen Cattell e James Mark Baldwin fundaram a Psychological Review para competir com o American Journal of Psychology de Hall.
- 1895 – Gustave Le Bon publicou The Crowd: A Study of the Popular Mind.
- 1896 – John Dewey publicou o artigo The Reflex Arc Concept in Psychology,[27] fundando o funcionalismo.
- 1896 – A primeira clínica psicológica foi aberta na Universidade da Pensilvânia por Lightner Witmer; embora muitas vezes celebrado como marcando o nascimento da psicologia clínica, foi focado principalmente em questões educacionais.
- 1896 – Edward B. Titchener, aluno de Wilhelm Wundt e criador dos termos " estruturalismo " e " funcionalismo ", publicou An Outline of Psychology.
- 1897 – Havelock Ellis publicou a Inversão Sexual.
- 1898 – Boris Sidis publicou The Psychology of Suggestion: A Research into the Subconscious Nature of Man and Society.
- 1899 – Em 4 de novembro Sigmund Freud publicou A Interpretação dos Sonhos (Die Traumdeutung), marcando o início da psicanálise, que tenta lidar com o complexo de Édipo.

## Século XX
- 1900 – Sigmund Freud publicou A Psicopatologia da Vida Cotidiana.
- 1903 – John B. Watson se formou na Universidade de Chicago; sua dissertação sobre o comportamento do rato foi descrita como um "clássico da psicobiologia do desenvolvimento" pelo historiador da psicologia Donald Dewsbury.
- 1903 – Helen Thompson Woolley publicou sua tese de doutorado, The Mental Traits of Sex, para a qual ela havia realizado o primeiro teste experimental de diferenças sexuais.[28]
- 1904 - Ivan Pavlov ganhou o Prêmio Nobel por seus estudos de condicionamento. Este foi o primeiro prêmio dado a pesquisas adotadas por psicólogos.
- 1904 – Charles Spearman publicou o artigo General Intelligence no American Journal of Psychology, introduzindo a teoria do fator g da inteligência.
- 1905 – Alfred Binet e Theodore Simon criaram a escala Binet-Simon para identificar os alunos que precisavam de ajuda extra, marcando o início dos testes psicológicos padronizados.
- 1905 – Edward Thorndike publicou a lei de efeito.
- 1905 – Sigmund Freud publicou Três Ensaios sobre a Teoria da Sexualidade.
- 1906 – O Journal of Abnormal Psychology foi fundado por Morton Prince, do qual Boris Sidis foi editor associado e colaborador significativo.
- 1908 – Sigmund Freud publicou o artigo Sobre as Teorias Sexuais das Crianças, introduzindo o conceito de inveja do pênis; ele também publicou o artigo ' Civilized' Sexual Morality and Modern Nervous Illness.
- 1908 – Wilfred Trotter publicou o primeiro artigo explicando o instinto de manada.
- 1909 – Sigmund Freud lecionou na Clark University, conquistando o establishment norte-americano.

### década de 1910
- 1910 – Sigmund Freud fundou a Associação Psicanalítica Internacional (IPA), com Carl Jung como primeiro presidente e Otto Rank como primeiro secretário.
- 1910 – Grace Helen Kent e J. Rosanoff publicam o Teste de Associação Livre de Kent-Rosanoff[29]
- 1910 – Boris Sidis abriu o Sidis Psychotherapeutic Institute privado em Maplewood Farms em Portsmouth, New Hampshire para o tratamento de pacientes nervosos usando os métodos científicos mais recentes.
- 1911 – Alfred Adler deixou o Grupo Psicanalítico de Freud para formar sua própria escola de pensamento, acusando Freud de enfatizar demais a sexualidade e basear sua teoria em sua própria infância.
- 1911 – A Associação Psicanalítica Americana (APsaA) foi fundada.
- 1911 – William McDougall, fundador da Hormic Psychology, publicou Body and Mind: A History and Defense of Animism, afirmando que existe um princípio animador na Natureza e que a mente guia a evolução.
- 1912 – Max Wertheimer publicou Estudos Experimentais da Percepção do Movimento, ajudando a fundar a Psicologia da Gestalt
- 1913 – Carl Jung desenvolveu suas próprias teorias, que ficaram conhecidas como Psicologia Analítica.
- 1913 – Jacob L. Moreno foi pioneiro em métodos de psicoterapia de grupo em Viena, que enfatizavam a espontaneidade e a interação; mais tarde ficaram conhecidos como psicodrama e sociometria.
- 1913 – John B. Watson publicou Psicologia como o Behaviorista Vê-lo, às vezes conhecido como "O Manifesto Behaviorista".
- 1913 – Hugo Münsterberg publica Psicologia e Eficiência Industrial, considerado hoje como o primeiro livro sobre Psicologia Industrial e Organizacional.
- 1914 – Boris Sidis publicou The Foundations of Normal and Abnormal Psychology, onde forneceu a base científica para o campo da psicologia e detalhou sua teoria da consciência do momento.[30]
- 1917 – Sigmund Freud publicou Introdução à Psicanálise.

### década de 1920
- 1920 – John B. Watson e sua assistente Rosalie Rayner conduziram o experimento Little Albert, usando condicionamento clássico para fazer um menino ter medo de ratos brancos.
- 1921 – Sigmund Freud publicou Psicologia de Grupo e a Análise do Ego.
- 1921 – Jacob L. Moreno conduziu a primeira sessão pública de psicodrama em larga escala no Komedienhaus em Viena; mudou-se para Nova York em 1925.
- 1921 – Melanie Klein começou a desenvolver sua técnica de análise de crianças.[31]
- 1922 – Karen Horney começou a publicar uma série de 14 artigos (o último em 1937) questionando as teorias de Freud sobre as mulheres, fundando a psicologia feminista.
- 1922 – Boris Sidis publicou Nervous Ills: Their Cause and a Cure, uma popularização de seu trabalho sobre o subconsciente e o tratamento de doenças psicopáticas.
- 1923 – Sigmund Freud publicou O Ego e o Id.
- 1924 — Jacob Robert Kantor fundou a psicologia intercomportamental baseada na psicologia de John Dewey e na teoria da relatividade de Albert Einstein.
- 1924 – Otto Rank publicou The Trauma of Birth, cunhando o termo "pré-edipiano". Freud originalmente o elogiara por isso, mas mudou sua postura e, como tal, causou a briga.
- 1926 – Otto Rank deu a palestra "A Gênese da Relação de Objetos", fundando a teoria das relações de objeto.
- 1927 – Ivan Pavlov publicou Reflexos Condicionados, contendo sua teoria do condicionamento clássico.
- 1928 – Jean Piaget publicou Julgamento e Raciocínio na Criança.
- 1928 - Shoma Morita publicou Terapia Morita: A Verdadeira Natureza de Shinkeishitsu (Transtornos Baseados na Ansiedade), que contém sua teoria periférica da consciência, enquanto observa a teoria do inconsciente de Freud. (Tradução de A. Kondo, editado por P. LeVine em 1998, SUNY Press)
- 1929 – Edwin Boring publicou A History of Experimental Psychology, pioneiro na história da psicologia.
- 1929 – Lev Vygotsky fundou a psicologia histórico-cultural.

### década de 1930
- 1930 – Edwin Boring discutiu a figura chata.
- 1931 – Gordon Allport et al. publicou o Estudo de Valores Allport-Vernon-Lindzey, que define seis tipos principais de valores.
- 1932 – Journal of Personality fundado como o primeiro periódico de pesquisa em psicologia da personalidade originalmente intitulado Character and Personality.
- 1933 – Pyotr Gannushkin publicou Manifestações de Psicopatias.[32]
- 1933 – Clark L. Hull publicou Hypnosis and Suggestibility, provando que a hipnose não é sono e fundando o estudo moderno da hipnose.
- 1933 – Wilhelm Reich publicou Análise de Caráter e A Psicologia de Massa do Fascismo.
- 1934 – Lev Vygotsky publicou Pensamento e Linguagem (Pensamento e Fala).
- 1934 – Ruth Winifred Howard tornou-se a primeira mulher afro-americana a obter um doutorado em psicologia.[33]
- 1935 – John Ridley Stroop desenvolveu uma tarefa de palavras coloridas para demonstrar a interferência da atenção, o efeito Stroop[34]
- 1935 – Helen Flanders Dunbar publicou Emotions and Bodily Changes: A Survey of Literature on Psychosomatic Inter-relationships;[35] em 1942 ela fundou a American Psychosomatic Society (Sociedade Americana para Pesquisa em Problemas Psicossomáticos),[36] e foi a primeira editora da revista da sociedade Psychosomatic Medicine: Experimental and Clinical Studies, fundada em 1939.[37]
- 1935 – Henry Murray e Christiana Morgan, da Universidade de Harvard, publicam o Thematic Aperception Test (TAT).
- 1935 – Theodore Newcomb começou o Bennington College Study,[38] que terminou em 1939, documentando a liberalização das crenças políticas das mulheres estudantes, juntamente com os efeitos da proximidade no conhecimento e atração.
- 1936 – Kurt Lewin publicou Princípios de Psicologia Topológica,[39] contendo a Equação de Lewin B = f (P, E), significando que o comportamento é uma função de uma pessoa em seu ambiente.
- 1936 – Wilhelm Reich publicou A Revolução Sexual.
- 1936 – Kenneth Spence publicou uma análise da aprendizagem de discriminação em termos de gradientes de excitação e inibição, mostrando que deduções matemáticas de uma teoria quantitativa poderiam gerar previsões interessantes e empiricamente testáveis.
- 1936 — A Psychometric Society foi fundada por Louis Leon Thurstone, que propôs dividir a inteligência geral em sete habilidades mentais primárias (PMAs).
- 1938 – BF Skinner publicou seu primeiro grande trabalho The Behavior of Organisms: An Experimental Analysis, introduzindo a análise do comportamento.
- 1939 – Alan Hodgkin e Andrew Huxley publicaram um relato clássico na revista Nature sobre o primeiro registro de um potencial de ação.
- 1939 – Neal E. Miller et al. publicou a teoria da frustração-agressão, que afirma que a agressão é o resultado da frustração dos esforços para atingir um objetivo.
- 1939 – David Wechsler desenvolveu a Escala de Inteligência Wechsler-Bellevue.
- 1939 – Em 1º de setembro começou a Segunda Guerra Mundial com a invasão alemã da Polônia; em 20 de setembro Adolf Hitler assinou o Decreto de Eutanásia,[40] escrito pelo psicólogo Max de Crinis, resultando no programa de eutanásia Aktion T4; em 23 de setembro, Sigmund Freud cometeu suicídio assistido por médico em Londres no Dia da Expiação judaico; em 31 de outubro, seu arquirrival Otto Rank morreu de uma infecção renal na cidade de Nova York depois de proferir a palavra "cômico"; Wilhelm Reich fugiu para Nova York, cunhando a palavra orgone e construindo "acumuladores de orgone", o que o colocou em problemas com o estabelecimento psiquiátrico e o governo federal.

### década de 1940
- 1940 – Edwin Boring discutiu a ilusão da lua.
- 1941 – Erich Fromm publicou Escape from Freedom, fundando a psicologia política.
- 1941 – BF Skinner e William Kaye Estes introduziram o paradigma de resposta emocional condicionada (CER) /resposta ao medo condicionado (CFR) por meio de choques elétricos dados a ratos.
- 1942 – Ludwig Binswanger fundou a terapia existencial.
- 1942 – Carl Rogers publicou Aconselhamento e Psicoterapia, sugerindo que o respeito e uma abordagem sem julgamento à terapia são a base para o tratamento eficaz de problemas de saúde mental.
- 1943 – JP Guilford desenvolveu o teste Stanine (Nove Padrão) para a Força Aérea dos EUA para avaliar pilotos.
- 1943 – Clark L. Hull publicou Princípios de Comportamento, estabelecendo a aprendizagem e condicionamento baseados em animais como a teoria de aprendizagem dominante.
- 1943 – Leo Kanner publicou Autistic Disturbances of Affective Contact, a primeira descrição sistemática de crianças autistas.
- 1943 – Abraham Maslow publicou o artigo A Theory of Human Motivation, descrevendo a hierarquia de necessidades de Maslow.
- 1944 - Zach Andrew e Cameron Peter publicaram Myer's Psychology Second Edition, onde revolucionaram a abordagem da psicologia erudita
- 1945 – O Journal of Clinical Psychology foi fundado.
- 1946 – Kurt Lewin fundou a pesquisa-ação.
- 1946 – Stanley Smith Stevens publicou seus níveis de teoria de medição.
- 1947 – Jerome Bruner publicou Value and Need as Organizing Factors in Perception, fundando a New Look Psychology, que desafia os psicólogos a estudar não apenas a resposta de um organismo a um estímulo, mas também sua interpretação interna.
- 1947 – Kurt Lewin cunhou o termo “ dinâmica de grupo ”.
- 1947 Nikolai Bernstein resumiu sua pesquisa sobre a medição de ações usando seus dispositivos originais que se tornaram o início de uma nova disciplina de cinesiologia[41]
- 1948 – Alfred Kinsey, da Universidade de Indiana, publicou o Comportamento Sexual no Macho Humano.
- 1949 – A Conferência de Boulder delineou o modelo cientista-praticante da psicologia clínica.
- 1949 – Donald Hebb publicou The Organization of Behavior: A Neuropsychological Theory, no qual forneceu uma teoria detalhada e testável de como o cérebro poderia apoiar os processos cognitivos, revolucionando a neuropsicologia e tornando a Universidade McGill um centro de pesquisa.
- 1949 – David Wechsler publica a Wechsler Intelligence Scale for Children (WISC).

### década de 1950
- 1950 – Karen Horney resumiu suas ideias em sua obra-prima Neurosis and Human Growth: The Struggle Toward Self-Realization.[42]
- 1950 – Erik Erikson publica Infância e sociedade, na qual apresenta sua teoria sobre os estágios do desenvolvimento psicossocial e o conceito de crise de identidade.
- 1950 – Rollo May publicou O Significado da Ansiedade.
- 1951 – Solomon Asch publicou os experimentos de conformidade Asch, demonstrando o poder da conformidade em grupos.
- 1951 – Morton Deutsch publicou Interracial Housing: A Psychological Evaluation of a Social Experiment, produzindo evidências científicas dos maus efeitos da habitação segregada, ajudando a acabar com ela nos EUA
- 1951 – Carl Rogers publicou sua magnum opus Terapia Centrada no Cliente.
- 1951 – Lee Cronbach publicou sua medida de confiabilidade, agora conhecida como alfa de Cronbach.
- 1952 – O Manual Diagnóstico e Estatístico de Transtornos Mentais (DSM) foi publicado pela Associação Psiquiátrica Americana (APA), marcando o início da moderna classificação de doenças mentais; foi revisado em 1968, 1980-7, 1994, 2000 e 2013.
- 1952 – Hans Eysenck iniciou um debate sobre psicoterapia com sua revisão crítica,[43] alegando que a psicoterapia não tinha efeito documentado, e a psicanálise tinha efeitos negativos.[44]
- 1953 – Alfred Kinsey publicou Comportamento Sexual na Mulher Humana.
- 1953 – Nathaniel Kleitman da U. of Chicago descobriu o sono de movimento rápido dos olhos (REM), fundando a pesquisa moderna do sono.
- 1953 – David McClelland propôs a teoria da necessidade.
- 1953 – BF Skinner delineou a terapia comportamental, dando suporte à psicologia comportamental através de pesquisas na literatura.
- 1953 – O Código de Ética para Psicólogos foi desenvolvido pela American Psychological Association (APA).[45]
- 1953 – Harry Stack Sullivan publicou The Interpersonal Theory of Psychiatry, que sustenta que a personalidade de um indivíduo é formada por relacionamentos.
- 1954 – Abraham Maslow ajudou a fundar a psicologia humanista, mais tarde desenvolvendo a hierarquia de necessidades de Maslow.
- 1954 – Paul E. Meehl publicou um artigo afirmando que os métodos mecânicos (algoritmo formal) de combinação de dados superam os métodos clínicos (subjetivos informais) quando usados para chegar a uma previsão do comportamento.
- 1954 – James Olds e Peter Milner, da Universidade McGill, descobriram o sistema de recompensa cerebral, envolvendo o centro de prazer do cérebro.
- 1954 – Julian Rotter publicou Aprendizagem Social e Psicologia Clínica, fundando a teoria da aprendizagem social.
- 1954 – Herman Witkin publicou Personality Through Perception, que afirma que a personalidade pode ser revelada através de diferenças em como as pessoas percebem seu ambiente; ele passou a desenvolver o Rod and Frame Test (RFT).
- 1955 – Lee Cronbach publicou Validade de construto em testes psicológicos, popularizando o conceito de validade de construto.
- 1955 – JP Guilford desenvolveu a teoria da Estrutura do Intelecto (SOI), que divide a inteligência humana em 150 habilidades ao longo de três dimensões, operações, conteúdo e produtos; é desacreditado pela década de 1990.
- 1955 – George Kelly fundou a psicologia de construção pessoal.
- 1956 – George Armitage Miller publicou o artigo The Magical Number Seven, Plus or Minus Two, no qual mostrou que há um limite na quantidade de informação que pode ser memorizada de uma só vez.
- 1956 – Rollo May publicou Existence, promovendo a psicologia existencial.
- 1957 – Leon Festinger publicou sua teoria da dissonância cognitiva.
- 1957 — Stanley Smith Stevens publica a lei de potência de Stevens.
- 1957 – Eric Berne desenvolveu a Análise Transacional (AT), na qual pacientes psiquiátricos podem ser tratados por distúrbios emocionais analisando e alterando suas transações sociais.
- 1958 – John Cohen publicou Psicologia Humanista,[46] o primeiro livro sobre o assunto.
- 1958 – Harry Harlow fez o discurso The Nature of Love, resumindo seus estudos de isolamento em macacos infantis e rejeitando teorias behavioristas e psicanalíticas de apego.
- 1958 – Joseph Wolpe publicou sua teoria da inibição recíproca, levando à sua teoria de dessensibilização sistemática para ansiedades e fobias.
- 1959 – Viktor Frankl publica a primeira edição em inglês de Man's Search for Meaning [com prefácio de Gordon Allport], que fornece um relato existencial de sua experiência do Holocausto e uma visão geral de seu sistema de análise existencial chamado Logoterapia.
- 1959 – Noam Chomsky publica sua resenha do Comportamento Verbal de BF Skinner, um evento visto por muitos como o início da revolução cognitiva.
- 1959 – George Mandler e William Kessen publicam The Language of Psychology.
- 1959 – Lawrence Kohlberg escreveu sua tese de doutorado, descrevendo os estágios de desenvolvimento moral de Kohlberg.

### década de 1960
- 1960 – John L. Fuller e W. Robert Thompson publicam o texto seminal Behavior Genetics.[47]
- 1960 – Thomas Szasz inaugurou o movimento antipsiquiatria com a publicação de seu livro, O Mito da Doença Mental.
- 1961 – Albert Bandura publicou o experimento do boneco Bobo, um estudo de padrões comportamentais de agressão.
- 1961 – Neal E. Miller propôs o uso de biofeedback para controlar funções involuntárias.
- 1962 – Wilfred Bion apresentou sua teoria não convencional do pensamento.[48]
- 1962 – Albert Ellis publicou Reason and Emotion in Psychotherapy, descrevendo os fundamentos teóricos de seu sistema terapêutico conhecido como Rational Emotive Behavior Therapy.
- 1962 – George Armitage Miller publicou Psicologia, a Ciência da Vida Mental, rejeitando a ideia de que a psicologia deveria estudar apenas o comportamento.
- 1962 – Abraham Maslow publicou Toward a Psychology of Being, apresentando suas ideias de auto-realização e a hierarquia das necessidades humanas.
- 1962 – Stanley Schachter e Jerome Singer propuseram a teoria de dois fatores da emoção, que considera a emoção uma função tanto de fatores cognitivos quanto de excitação fisiológica; “As pessoas procuram no ambiente imediato pistas emocionalmente relevantes para rotular e interpretar a excitação fisiológica inexplicável”.
- 1962 – Silvan Tomkins publicou o volume um (de dois) de Affect Imagery Consciousness, apresentando sua teoria do afeto[49]
- 1963 – Stanley Milgram publicou seu estudo de obediência à autoridade, agora conhecido como o experimento de Milgram.
- 1964 – Jean M. Mandler e George Mandler publicaram Thinking: From Association to Gestalt.
- 1964 – Virginia Satir publicou Conjoint Family Therapy, o primeiro de vários livros sobre terapia familiar, tornando-a conhecida como a "Mãe da Terapia Familiar"[50][51]
- 1965 – Anna Freud publica Normalidade e Patologia na Infância: Avaliações do Desenvolvimento, apresentando o conceito de linhas de desenvolvimento.
- 1965 – William Glasser publicou Terapia da Realidade, descrevendo seu modelo psicoterapêutico e introduzindo seu conceito de teoria do controle [mais tarde renomeado para Teoria da Escolha].
- 1965 – Donald Winnicott publicou The Maturational Process and the Facilitating Environment, que se tornou um dos principais textos da psicologia clínica do desenvolvimento psicodinâmico.
- 1966 – Nancy Bayley tornou-se a primeira mulher a receber o Prêmio de Contribuição Científica Distinta da APA por sua contribuição na psicologia do desenvolvimento.[52]
- 1966 – Konrad Lorenz publicou On Aggression, que discute seu modelo hidráulico de pressões instintivas.
- 1966 – Masters e Johnson publicam Human Sexual Response.
- 1966 – Julian Rotter publicou um artigo propondo a Escala de Locus de Controle Interno-Externo (Escala IE).
- 1967 – Aaron Beck publicou um modelo psicológico de depressão clínica, sugerindo que os pensamentos desempenham um papel significativo no desenvolvimento e manutenção da depressão.
- 1967 – Edward E. Jones e Victor Harris publicaram um artigo definindo o erro fundamental de atribuição, subestimando o efeito da situação na explicação do comportamento social.
- 1967 – Ulric Neisser fundou a psicologia cognitiva.
- 1968 – George Cotzias desenvolveu o tratamento com L-Dopa para a doença de Parkinson.
- 1968 – Mary Main publicou sua hipótese de um quarto estilo de apego em crianças, o estilo de apego desorganizado inseguro.[53]
- 1968 - Walter Mischel publicou o artigo "Personality and Assessment", criticando os trabalhos de Gordon Allport sobre avaliação de traços com a observação de que o comportamento de um paciente não é consistente em diversas situações, mas depende de pistas situacionais.
- 1968 – O DSM-II foi publicado pela American Psychiatric Association.
- 1968 – O primeiro Doutor em Psicologia (Psy. D.) o programa de graduação profissional em Psicologia Clínica foi estabelecido no Departamento de Psicologia da Universidade de Illinois em Urbana–Champaign.
- 1969 – A Escola de Psicologia Profissional da Califórnia foi estabelecida como a primeira escola autônoma de psicologia profissional.
- 1969 – O Journal of Transpersonal Psychology foi fundado por Abraham Maslow, Stanislav Grof e Anthony Sutich.
- 1969 – John Bowlby publicou sua teoria do apego no clássico livro Attachment and Loss (vol. 1 de 3).
- 1969 – Harry Harlow publicou seu experimento sobre o desenvolvimento do afeto em macacos rhesus.
- 1969 – Joseph Wolpe publica a Escala de Unidades Subjetivas de Angústia (Distúrbio) (SUDS).
- 1969 – Elisabeth Kübler-Ross publicou On Death and Dying, apresentando o modelo de Kübler-Ross, comumente referido como os cinco estágios do luto.
- 1969 – A Association for Women in Psychology (AWP) foi fundada, com Joann Evansgardner como o primeiro presidente (temporário).[52]

### década de 1970
- 1970 – At an APA Town Hall Meeting, with the support of the Association for Women in Psychology, Phyllis Chesler and Nancy Henley prepared a statement on APA's obligations to women and demanded one million dollars in reparation for the damage psychology had perpetrated against women's minds and bodies.[52]
- 1970 – APA Division 29 gives its first Distinguished Professional Award in Psychology and Psychotherapy to Eugene Gendlin.
- 1970 – "Critical psychology" became a psychological theoretical field. Klaus Holzkamp whom worked as a professor at the Free University of Berlin, took a central role in defining critical psychology based on the works of Karl Marx and Aleksei N. Leontiev.
- 1970 – Masters and Johnson published Human Sexual Inadequacy.
- 1971 – The Stanford prison experiment, conducted by Philip Zimbardo et al. at Stanford University, studied the human response to captivity; the experiment quickly got out of hand and was ended early.
- 1971 – Martin Shubik performed the dollar auction, illustrating irrational choices.
- 1971 – In Nov. John O'Keefe and Jonathan O. Dostrovsky announced their discovery of place cells in the hippocampus.
- 1971 – The Leibniz Institute for Psychology Information at the University of Trier was founded to publish the PSYNDEX database of references to psychology in the German-speaking world.
- 1972 – The Dunedin Multidisciplinary Health and Development Study commenced, a longitudinal study began, with 96% retention rate as of 2006, unprecedented for a longitudinal study, comparing to 20–40% dropout rates for other studies.
- 1972 – Robert E. Ornstein published The Psychology of Consciousness, about the use of biofeedback et al. to shift mood and awareness.
- 1972 - Gilles Deleuze and Felix Guattari published Anti-Oedipus, the first of two-volume work Capitalism and Schizophrenia, criticizing traditional psychoanalysis and its concepts to purpose a new set of theories which they called schizoanalysis.
- 1972 – Endel Tulving first made the distinction between episodic and semantic memory.
- 1973 – Ernest Becker published The Denial of Death, siding with Otto Rank against Sigmund Freud, claiming that knowledge of one's mortality not sexuality is the basis of character.
- 1973 – Morton Deutsch published The Resolution of Conflict.
- 1973 – Vygotsky Circle neuropsychologist Alexander Luria published The Working Brain, a detailed description with great emphasis on rehabilitation of damage.
- 1973 – The Vail Conference of Graduate Educators in Psychology endorsed the scholar-practitioner training model, and approved the Doctor of Psychology (Psy. D) degree.
- 1973 – Division 35, later the Society for the Psychology of Women of the APA, was formed, with Elizabeth Douvan as the first president.[52]
- 1973 – The Committee on Women in Psychology of the APA was formed, with Martha Mednick as its first chair.[52]
- 1973 – The American Psychiatric Association declassified homosexuality as a mental disorder.
- 1973 – The Caucus of Gay, Lesbian, and Bisexual Members of the American Psychiatric Association was officially founded to advocate to the APA on LGBT mental health issues; in 1985 it changed its name to the Association of Gay and Lesbian Psychiatrists.[54]
- 1973 – Nancy Friday published My Secret Garden: Women’s Sexual Fantasies
- 1973 – Timothy Leary published Neurologic, describing the eight-circuit model of consciousness.
- 1974 – Sandra Bem created the Bem Sex-Role Inventory.
- 1974 – Robert Hinde published Biological Bases of Human Social Behavior, a main text in etological-oriented developmental psychology.
- 1974 – Arnold Sameroff published Reproductive Risk and the Continuum of Caretaking Causality, introducing the transactional model of psychology, which became influential.
- 1974 – Alan Baddeley and Graham Hitch of the Univ. of York proposed Baddeley's model of working memory.
- 1974 – Elizabeth Loftus began publishing papers on the malleability of human memory, the misinformation effect, and false memory syndrome and its relation to recovered memory therapy.
- 1974 – The APA Task Force on Sex Bias and Sex-Role Stereotyping in Psychotherapeutic Practice was appointed.[52]
- 1975 – Georgia Babladelis became the first editor of the Psychology of Women Quarterly.[52]
- 1975 – George Mandler published Mind and Emotion.
- 1975 – Mary Wright became the first chair of the new Task Force on the Status of Women in Canadian Psychology.[52]
- 1975 – Robert Zajonc published the confluence model, showing how birth order and family size affect IQ.
- 1975 – The first APA-sponsored Psychology of Women Conference was held.[52]
- 1975 – The journal Sex Roles was founded.[52]
- 1975 – The first review article on the psychology of women appeared in the women's studies journal Signs, by Mary Parlee.
- 1975 – The first article on the psychology of women was published in the Annual Review of Psychology.[52]
- 1975 – The council of representatives of the American Psychological Association (APA) declassified homosexuality as a mental disorder.
- 1976 – Stanislav Grof founded the International Transpersonal Association to promote his transpersonal psychology.
- 1976 –  Julian Jaynes published The Origin of Consciousness in the Breakdown of the Bicameral Mind, which coins the term bicameral mind for the brain of humans who lived before about 1,000 B.C.E., whose right side "speaks" in the name of a chieftain or god, and whose left side "listens" and takes orders.
- 1976 – Michael Posner published Chronometric Explorations of Mind, using the subtractive method of Franciscus Donders to study attention and memory.
- 1976 – The Psychology of Women Quarterly was founded.[52]
- 1977 – Ernest Hilgard proposed the divided consciousness theory of hypnosis.
- 1977 – Albert Bandura published the book Social Learning Theory and an article on the concept of self-efficacy, A Unifying Theory of Behavioral Change.[55]
- 1977 – Susan Folstein and Michael Rutter published a study of 21 British twins in Journal of Child Psychology and Psychiatry that reveals a high genetic component in autism.[56]
- 1977 – Robert Plomin et al. proposed three major ways in which genes and environments act together to shape human behavior, coining the terms passive, active, and evocative gene–environment correlation.[57]
- 1977 – Andrey Lichko published Psychopathies and Accentuations of Character of Teenagers.[58]
- 1978 – Child psychologist Mary Ainsworth published her book Patterns of Attachment about her work on attachment theory and the Strange Situation Experiment (Protocol).
- 1978 – Paul Ekman published the Facial Action Coding System.
- 1978 – David Premack published the book Does the Chimpanzee Have a Theory of Mind?, about his research on mental abilities of monkeys, introducing the term theory of mind.
- 1978 – The term cognitive neuroscience was coined by Michael Gazzaniga and George Armitage Miller for the effort to understand how the brain represents mental events.
- 1978 – John O'Keefe and Lynn Nadel published The Hippocampus as a Cognitive Map.
- 1978 – E.O. Wilson published On Human Nature, considered the first landmark text to deal with what would become evolutionary psychology.
- 1978 – The first Canadian Institute on Women and Psychology pre-convention conference was hosted at the Canadian Psychological Association by IGWAP (Interest Group on Women and Psychology).
- 1978 – The Caucus of Gay, Lesbian, and Bisexual Members of the American Psychiatric Association, (now known as the Association of Gay and Lesbian Psychiatrists) successfully petitioned the American Psychiatric Association (APA) to create a task force on lesbian and gay issues; it was elevated to a full standing committee in the APA in 1988.[54]
- 1979 – Alice Miller published The Drama of the Gifted Child, the first of a series of books criticizing Freud and Jung for blaming the child for the sexual abuse of the parents, which she calls the "poisonous pedagogies".
- 1979 – Urie Bronfenbrenner published The Ecology of Human Development, founding ecological systems theory.